# Волынский, Артемий Степанович
Артемий Степанович Волынский (ум. 1684) — рында, стольник и воевода во времена правления Михаила Фёдоровича, Алексея Михайловича и Фёдора Алексеевича.
Из дворянского рода Волынских. Сын воеводы Волынского Степана Ивановича.

## Биография
В 1627—1629 годах записан в Боярской книге патриаршим стольником. В 1636—1676 годах царский стольник. В марте 1635 года за обедом Государя с литовским послом, ему пить носил. С 1635—1640 годы исполнял дворцовые службы. В 1640 году упоминается рындой в белом платье на приёме персидского посла. В 1643 году в статусе возничего сопровождал приехавшего в Россию датского королевича Вальдемара. Стольник, в январе и феврале 1643 года дневал и ночевал при гробе царевичей Ивана Михайловича и Василия Михайловича.
В 1645 году назначен воеводой в Торопце и Великих Луках. В 1646 году служил есаулом на Засечной черте в Белгороде у воеводы Большого полка князя Никиты Одоевского. В июне 1654 года послан под Смоленск к князю Н. И. Одоевского с государевым жалованием и велено спросить о здоровье. Присутствовал при взятии Смоленска в 1654 году. В июне 1669 года дневал и ночевал при гробе Симеона Алексеевича. Имел свой двор в Москве и вотчину в Боровском уезде.
Умер 08 февраля 1684 года, погребён в Чудовом монастыре, его отпевал сам Патриарх московский.

## Семья
Дед аннинского кабинет-министра Артемия Петровича Волынского.
Жена: Федора Васильевна урождённая княжна Львова — в 1-м браке за князем Гагариным Даниилом Григорьевичем, в 1670 году продала свою подмосковную вотчину в приказ Тайных дел за 1200 рублей.
Дети:
- Волынский Пётр Артемьевич — стольник и воевода.